# La versió Browning (pel·lícula de 1994)
|  | Per a altres significats, vegeu «La versió Browning». |

 The Browning Version és una pel·lícula de 1994 dirigida per Mike Figgis i protagonitzada per Albert Finney. La pel·lícula es basa en l'obra del mateix nom de Terence Rattigan, que prèviament l'havia adaptat al cinema a La versió Browning el 1951. Ha estat doblada al català

## Argument
Andrew Crocker-Harris (Albert Finney) és un agri i desagradable professor de grec i llatí en una Escola Privada Britànica. Després de gairebé 20 anys de servei, se l'està forçant a retirar-se amb el pretext de la seva salut, i potser fins i tot no li donaran una pensió. Els nois el consideren com a Hitler, amb una mica de justificació. La seva muller Laura (Greta Scacchi) li és infidel, i mira de ferir-lo tant com pot. Andrew ha d'arribar al final amb la seva vida fracassada i recobrar com a mínim el seu propi autorespecte.

## Localitzacions
Les escenes interiors i exteriors a The Browning Version van ser rodades a l'Escola de l'Abadia Milton i a l'Escola Sherborne, dues escoles independents a Dorset, a Anglaterra.

## Premis i nominacions
Premis
- 1994: Boston Society of Film Critics Awards al millor actor per Albert Finney

Nominacions
- 1994: Palma d'Or del Festival de Canes[5]
- 1995: BAFTA al millor guió adaptat per Ronald Harwood

## Repartiment
- Albert Finney: Andrew Crocker-Harris
- Greta Scacchi: Laura Crocker-Harris
- Matthew Modine: Frank Hunter
- Julian Sands: Tom Gilbert
- Michael Gambon: Dr. Frobisher
- Ben Silverstone: Taplow
- Jim Sturgess: Bryant
- Joseph Beattie: Wilson
- Mark Bolton: Grantham
- Tom Havelock: Laughton
- Walter Micklethwait: Buller
- Jotham Annan: príncep Abakendi
- David Lever: David Fletcher
- Bruce Myers: Dr. Rafferty
- Maryam d'Abo: Diana
- Peter Hetherington: Williams
- Nick Cracknell: Nick
- Trevor Slack: Boy